# Ипотека-банк
АКИБ «Ипотека-банк»  — универсальный банк Узбекистана с участием иностранных инвесторов.
АКИБ «Ипотека-банк» является пятым по величине банком в банковской системе Узбекистана с долей 7,1 % по совокупным активам. Ипотека-банк — финансовая организация с опытом финансирования жилищного строительства и ипотечного кредитования.
13 июня 2023 года ОТП Банк приобрел 73,71 процента акции Ипотека банка, принадлежащих Министерству экономики и финансов Республики Узбекистан, и стал его основным акционером, и с этой даты Ипотека Банк официально стал членом OTP Group.
Банк принимает вклады от юридических и физических лиц, выдает кредиты, оказывает услуги по переводу денежных средств по Узбекистану и за границу. Банк обслуживает более 1,6 млн корпоративных и розничных клиентов посредством 39 филиалов и более 200 центров банковских услуг в Узбекистане.
С 2017 года совместно с Международная финансовая корпорация группой Всемирного банка Ипотека-банк дал старт интеграции международных практик корпоративного управления в свою деятельность.

## История
1996 год: Был создан Ташкентский жилищный сберегательный банк (ТашЖилСберБанк) для поддержки благосостояния населения Узбекистана, в частности, по улучшению жилищных условий.
1997 год: С целью распространения опыта жилищного строительства на территории республики Узбекистан, ТашЖилСберБанк был переобразован в Узбекский жилищный сберегательный банк (УзЖилСберБанк).
2005 год: Путём слияния УзЖилСберБанка с Замин-банком, был создан АКБ «Ипотека-банк» — первый банк в Узбекистане, который делает особый акцент на ипотечное кредитование.
2007 год: Ипотека-банк получил лицензию Центрального банка Республики Узбекистан на осуществление банковской и валютно-обменной деятельности.
Ипотека-банк получил рейтинг международная рейтинговая компания Moody’s (B1) со «Стабильным» прогнозом.
2010 год: Ипотека-банк стал участником системы Money Gram и Золотая Корона.
2017-18 года: Ипотека-банк и Международная финансовая корпорация (МФК) подписали соглашение об институциональной трансформации банка и Ипотека-банк начал масштабную трансформацию с экспертами МФК.
2019 год: Международная финансовая корпорация одобрила предоставление конвертируемого кредита в акции на сумму 35 млн долларов США.
2020 год: Ипотека-банк разместил еврооблигации на сумму 300 млн долларов США на Международной Лондонской фондовой бирже.
2021 год: В рамках трансформации Ипотека-банк внедрил новую стратегию развития, новую бизнес-модель и систему андеррайтинга, усовершенствовал систему корпоративного управления с обновленной организационной структурой, реорганизовал систему управления рисками, а также дистанционного обслуживания.
Ипотека-банк разместил еврооблигации в национальной валюте Узбекистана на сумму 785 млрд сум (эквивалент 75 млн долларов США) на Международной Венской фондовой бирже.

### Продажа OTP
В конца 2020 года ОТP Group начал переговоры с правительством Узбекистана о приватизации банковского сектора страны. В сентябре 2021 года Венгерская компания "OTP Bank Group" подпишет меморандум с Министерством финансов Республики Узбекистан о покупке основной доли акций «Ипотека-банка». 12 декабря 2022 года в отеле «Hilton Tashkent City» состоялся пресс-конференция, посвященная подписанию соглашения о покупке Акционерного коммерческого ипотечного банка «Ипотека-банк» Узбекистана ОТP Банком Венгрия. В марте 2023 года было объявлено, что Ипотека-банк будет продан за 324 миллиона долларов СШАi. 17 мая 2023 года на бизнес-форуме Европейского банка реконструкции и развития (ЕБРР), прошедшем в Самарканде, заместитель генерального директора OTP Bank Ласло Вульф заявил, что OTP Group приобретет банк через две недели.
В декабре 2022 года мы подписали соглашение о покупке 70 процентов акции Ипотека-банка и начали работать над развитием банка. Мы еще не закрыли сделку, но надеемся закрыть ее в течение двух недель. Но с момента подписания договора мы очень активно общаемся с банком.
— Ласло Вульф
13 июня 2023 года завершился первый этап покупки банка, ОТП Банк приобрел 73,71% акций Ипотека-банка, принадлежащих Министерству экономики и финансов Республики Узбекистан. Остальные 25% банка планируется приобрести в течение 3 лет. С этого дня ОТП Банк стал юридическим надзорным органом Ипотека-банка. Согласно соглашению, ОТП банк стал основным акционером Ипотека-банка с долей 73,71 процента и косвенным владельцем компаний «Ипотека Лизинг», занимающихся финансовым лизингом, и «Имкон-Сугурта», предлагающих страховые услуги. Международная финансовая корпорация (IFC) в сотрудничестве с ОТП Банком продолжит поддерживать финансовые и трансформационные процессы Ипотека-банка в будущемi.
Выход на местный рынок крупного иностранного банка, такого как OTP Bank, будет способствовать усилению конкуренции, совершенствованию стандартов корпоративного управления и повышению качества банковских услуг.
— Шерзод Кудбиев, Министр экономики и финансов Республики Узбекистан

### OTP Group
Основная статья: ОTP Bank
OTP Group – одна из наиболее быстрорастущих ведущих банковских групп в Центральной и Восточной Европе с высокой прибыльностью и стабильным положением по капиталу и ликвидности. В настоящее время группа, насчитывающая более 41 000 сотрудников в 12 странах Центральной и Восточной Европы и Центральной Азии, предоставляет универсальные финансовые услуги более чем 17,5 миллионам клиентов. Будучи наиболее активным консолидатором в банковском секторе Центральной и Восточной Европы, с начала 2000-х годов Группа успешно приобрела и объединила 23 банка. В настоящее время банк является лидером рынка Венгрии , Болгарии , Сербии , Черногории и Словении . Штаб-квартира OTP Group находится в Венгрии и имеет диверсифицированную и прозрачную структуру собственности. Банковская группа котируется на Будапештской фондовой бирже с 1995 года.

## Менеджмент
В банке действует система корпоративного управления, в которую входят его акционеры, Наблюдательный совет и Правление банка.
Четыре из восьми членов Наблюдательного совета являются независимыми и имеют международный опыт в банковской и финансовой сфере.
С июня 2023 года Председателем Наблюдательного совета Ипотека-банка является Ласло Вольф, заместитель генерального директора OTP Bank Plc, имеющий значительный опыт работы в сфере международного банковского дела.
С 12 февраля 2021 года Председателем Правления АКИБ «Ипотека-Банк» является Элёр Иномжонов, опытом работы в банковской системе Узбекистана.
С сентября 2024 года Председателем Правления Ipoteka bank OTP Group является Сандро Ртвеладзе

## Бизнес
Структура бизнеса Ипотека-банка организована по трем бизнес-направлениям: корпоративный бизнес, малый и средний бизнес, и розничный бизнес.
Основными направлениями деятельности Ипотека-банка являются коммерческий банкинг, розничный бизнес, операции с ценными бумагами, операции с иностранной валютой и торговое финансирование.
За три года трансформации с МФК в 2020-22 годах, Ипотека-банк выстроил новую бизнес-модель и заменил традиционные коммуникации на инновационные клиенто-ориентированные системы.

## Рейтинги
Ипотека-банк имеет следующие долгосрочные рейтинги от трёх международных рейтинговых агентств:
«BB‑» со «Стабильным» прогнозом от международного рейтингового агентства «Fitch Ratings»,
«B1» с прогнозом «Позитивный» от международного рейтингового агентства «Moody’s»,
«ВВ‑» со «Стабильным» прогнозом от международного рейтингового агентства «S&P Global».

## Акционеры
По состоянию на 1 января 2022 года доля акционеров в уставном капитале Банка составила:
| № | Наименование (категория) акционеров                     | Доля в уставном капитале, % |
| 1 | ООО ОТП Банк                                            | 73,81 %                     |
| 2 | Министерство финансов Республики Узбекистан             | 24,54 %                     |
| 3 | Прочие юридические лица (количество акционеров 4 632)   | 1,22 %                      |
| 4 | Физические лица (количество акционеров 14 145)          | 0,43 %                      |
|   | Уставный капитал (общее количество акционеров — 18 779) | 2 989 584 338 941           |

Мажоритарным акционером Ипотека-банка является OTP Bank Plc.(Венгрия), которому принадлежит 73,81 % голосующих акций Ипотека-банка. Остальные акции распределены между портфельными, частными и прочими индивидуальными инвесторами.

## Дочерние компании
По состоянию на 1 ноября 2023 года доля Ипотека-банка в дочерних обществах и ассоциированных компаниях составила:
| Имя                                                   | Владение | Год регистрации | Отрасль     | Отрасль     | Страна     |
| Прямая заинтересованность банка в дочерних компаниях: |          |                 |             |             |            |
| ООО «Ипотека Лизинг»                                  | 100 %    | 2017            | Лизинг      | Лизинг      | Узбекистан |
| ООО «Имкон-сугурта»                                   | 100 %    | 2019            | Страхование | Страхование | Узбекистан |
| Заинтересованность банка в ассоциированных компаниях: |          |                 |             |             |            |
| АО «Ипотечная компания рефинансирования Узбекистана»  | 20 %     | 2020            | Инвестиция  | Инвестиция  | Узбекистан |

## Награды банка
- Central Asia Employer Brand Award 2019 — победитель в трех номинациях: «Добрые дела», «Имидж работодателя» и «Прорыв года»[26].
- Премия Национального информационного агентства 2019 — победитель в номинации: «Самый близкий помощник народа в улучшении уровня жизни населения в 2019 году»[27].
- Central Asia Employer Brand Award 2020 - победитель в номинации: «Инновация»[28]
- Uzcard Forum 2023 – победитель в номинации: «Лучший эмитент»[29]

## Официальное приложение
Официальным приложением банка является приложение Ipoteka-Retail. Приложение выпущено для операционных систем Android и IOS.